# Charaxinae
Le Charaxinae  Guénée, 1865, sono una sottofamiglia di Lepidotteri appartenenti alla famiglia Nymphalidae. Sono farfalle a volo rapido che si nutrono di frutta.

## Distribuzione
La sottofamiglia è distribuita quasi esclusivamente nelle regioni tropicali, soprattutto in America e in Africa. L'unica specie europea è Charaxes jasius, diffusa anche nelle regioni costiere italiane con macchia mediterranea.

## Alcune specie

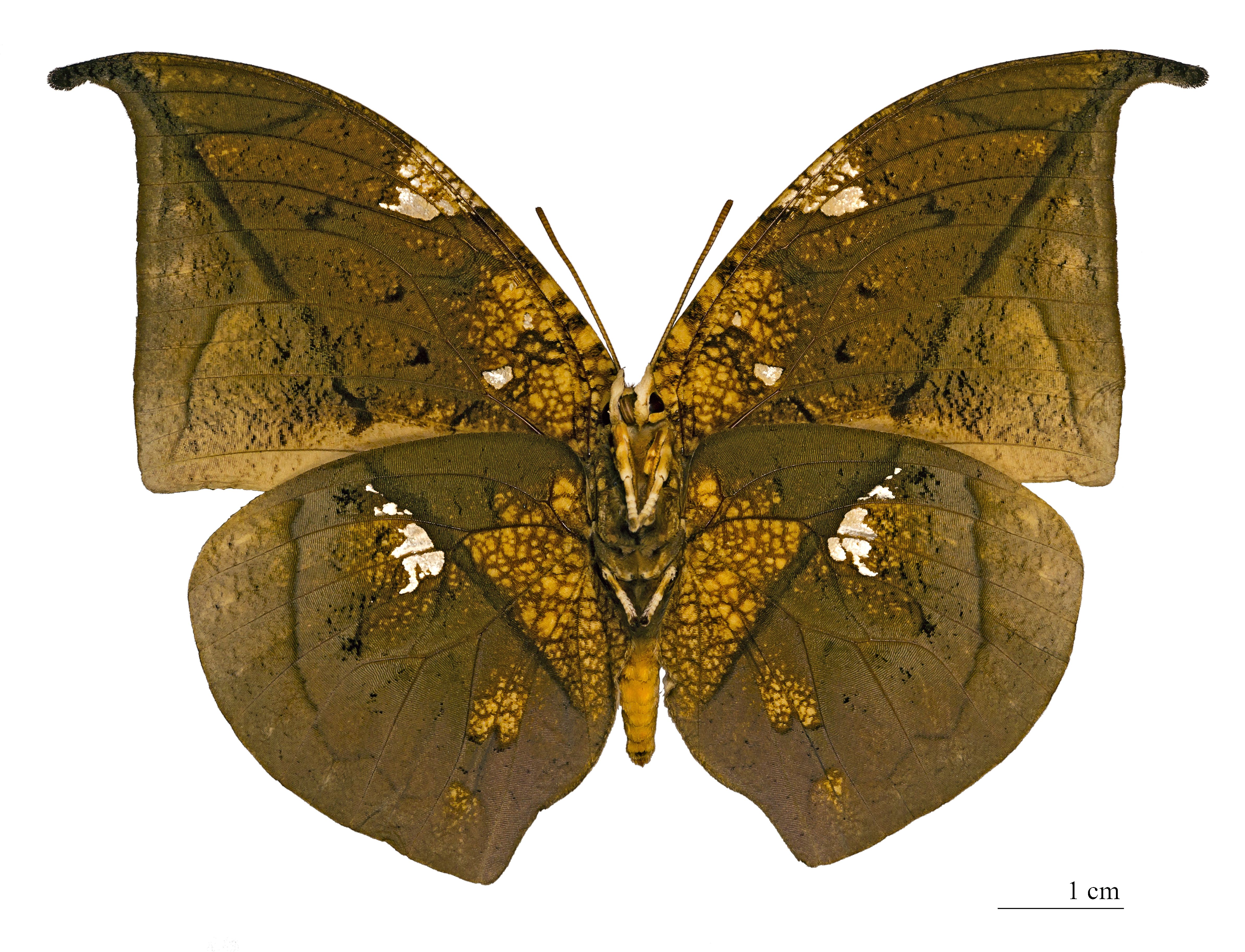
Anaea archidona (Anaeini)
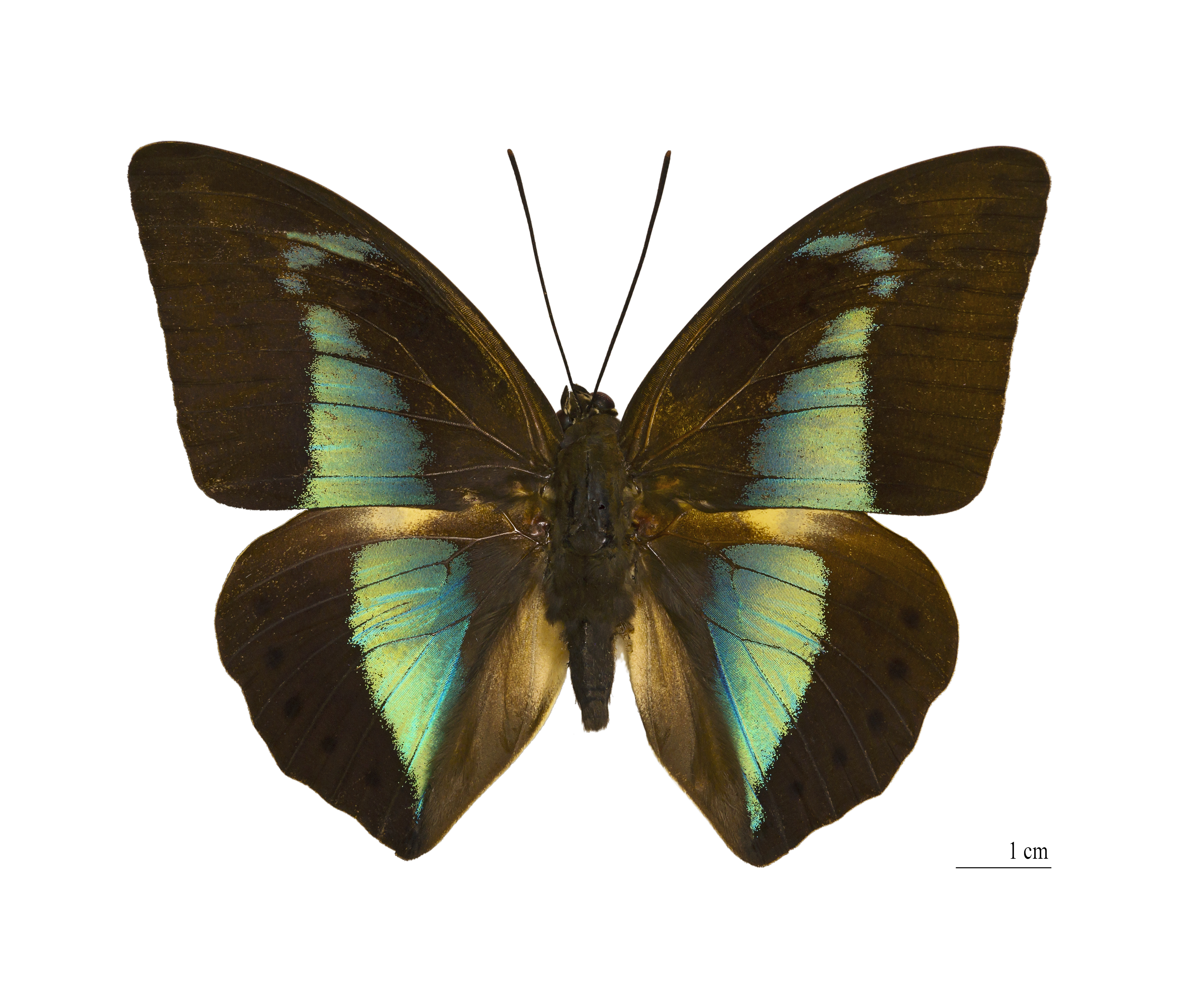
Archaeoprepona licomedes (Preponini)
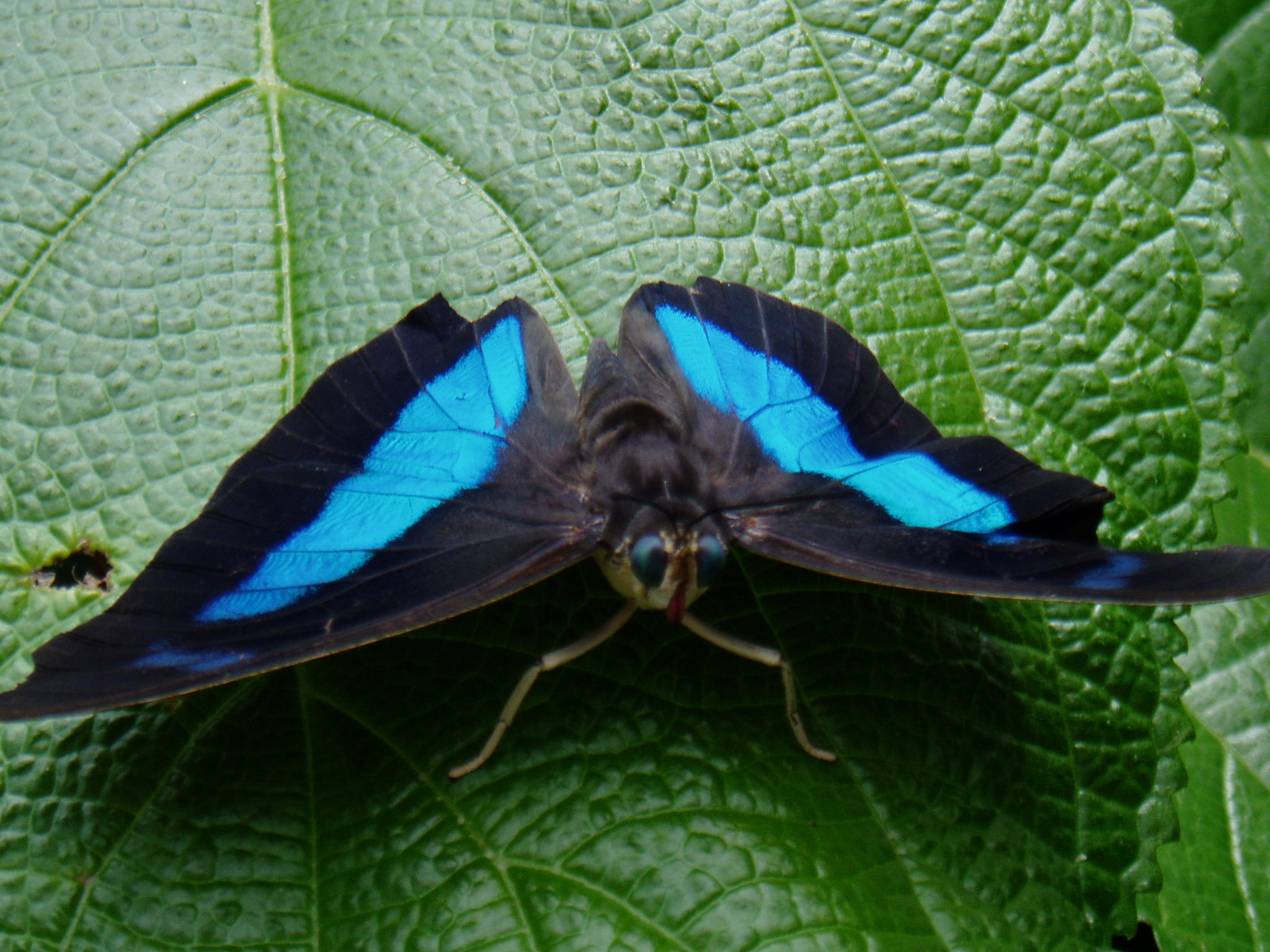
Archaeoprepona demophon (Preponini)
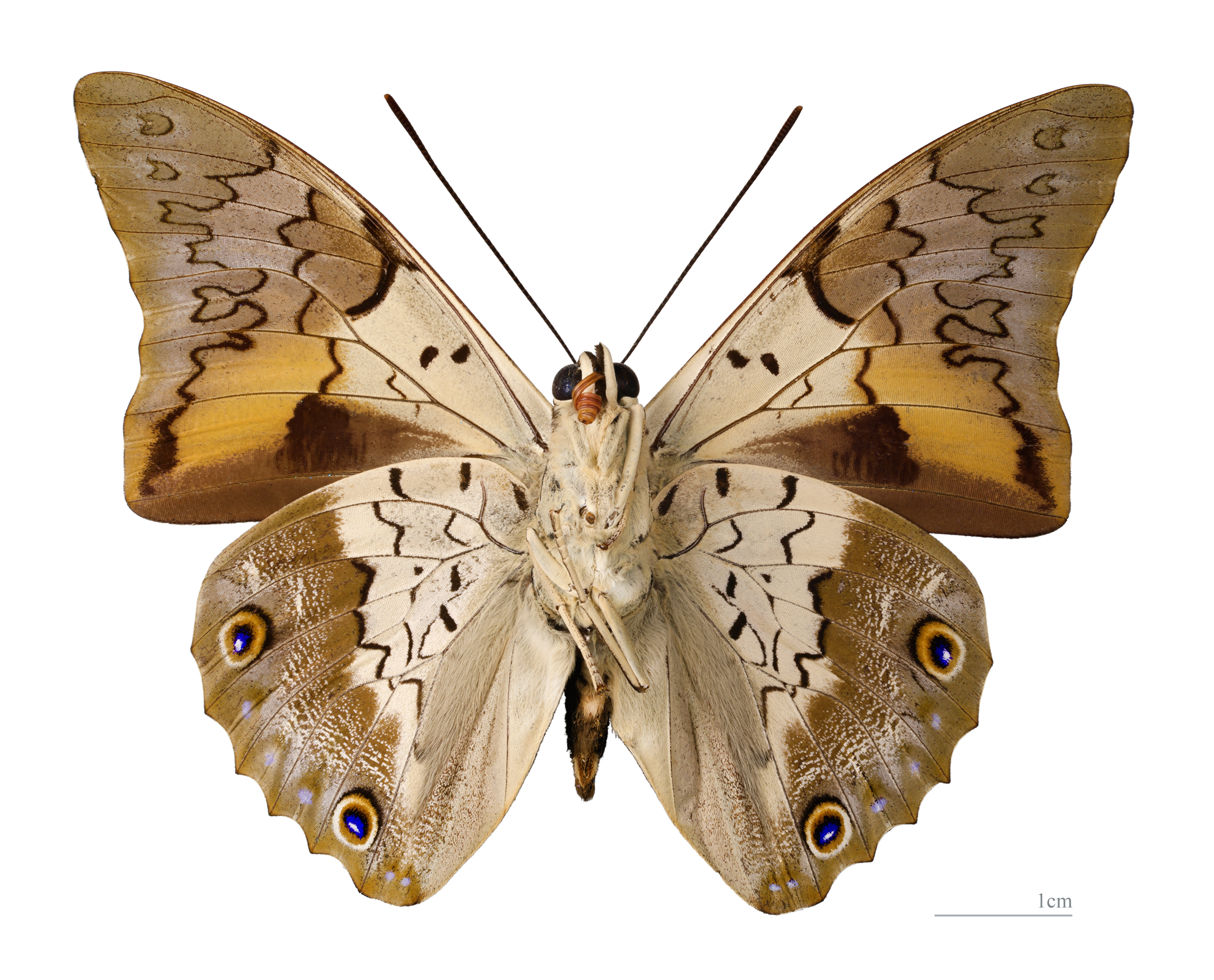
Prepona laertes (Preponini)
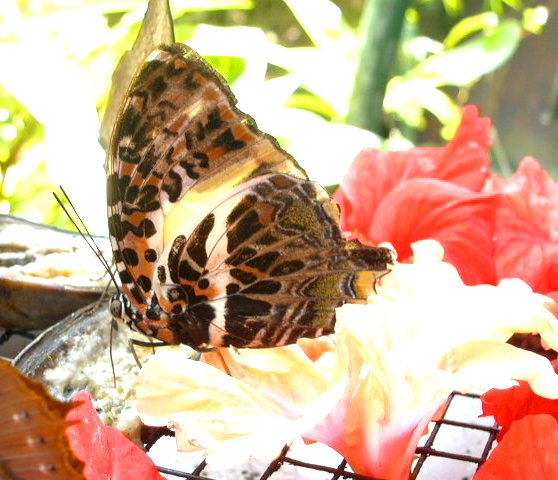
Agatasa calydonia (Prothoini)
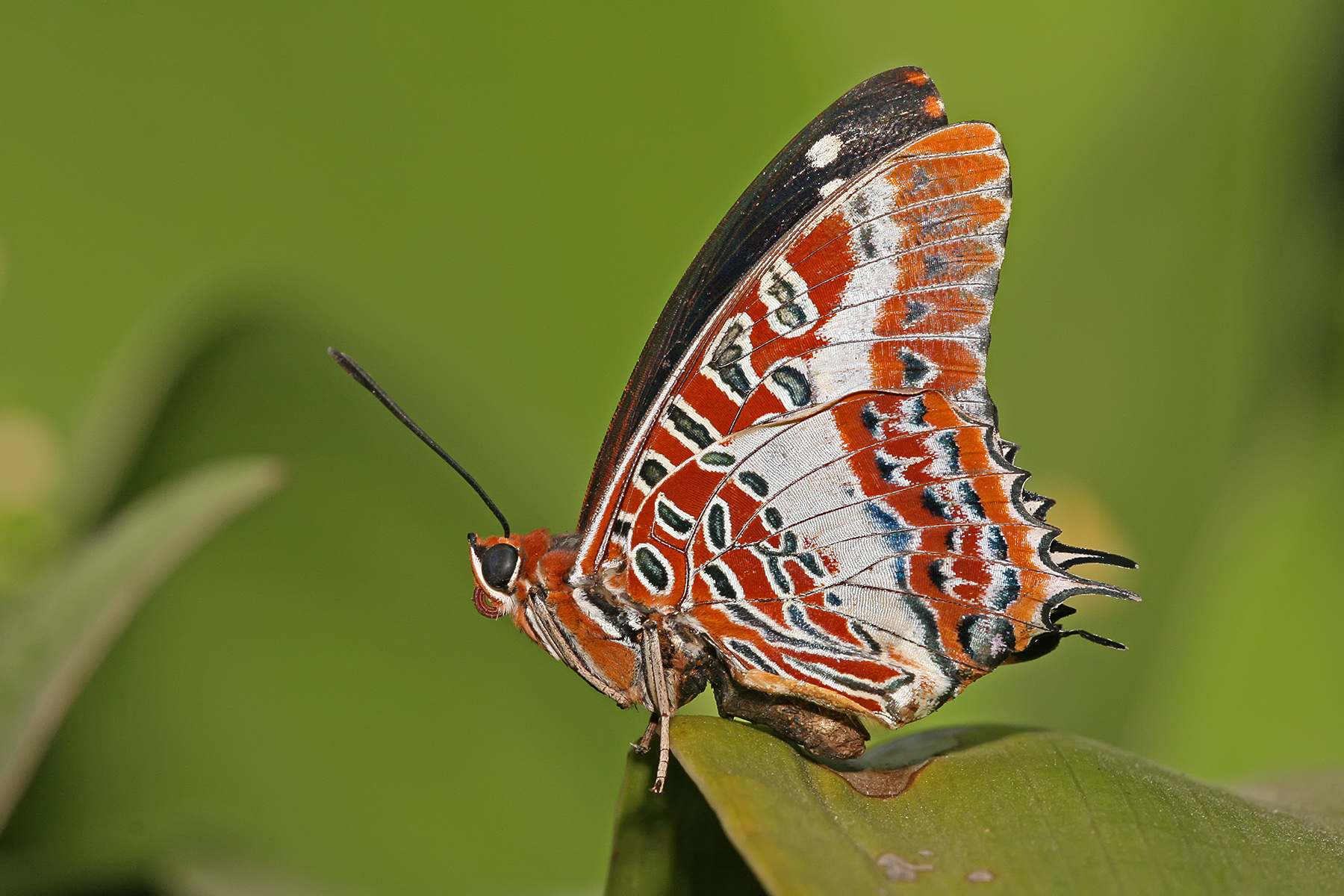
Charaxes brutus (Charaxini)
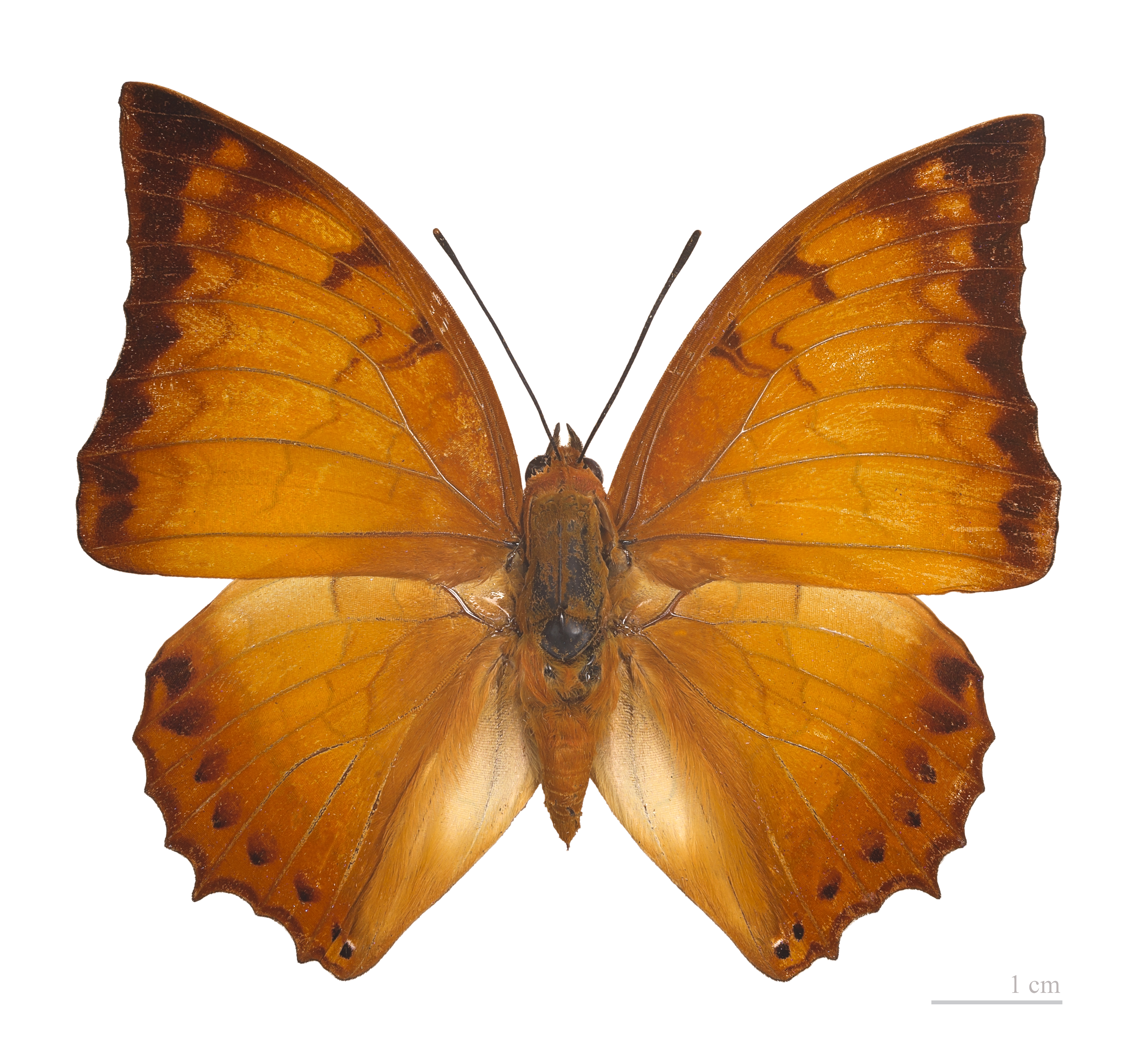
Charaxes distanti (Charaxini)
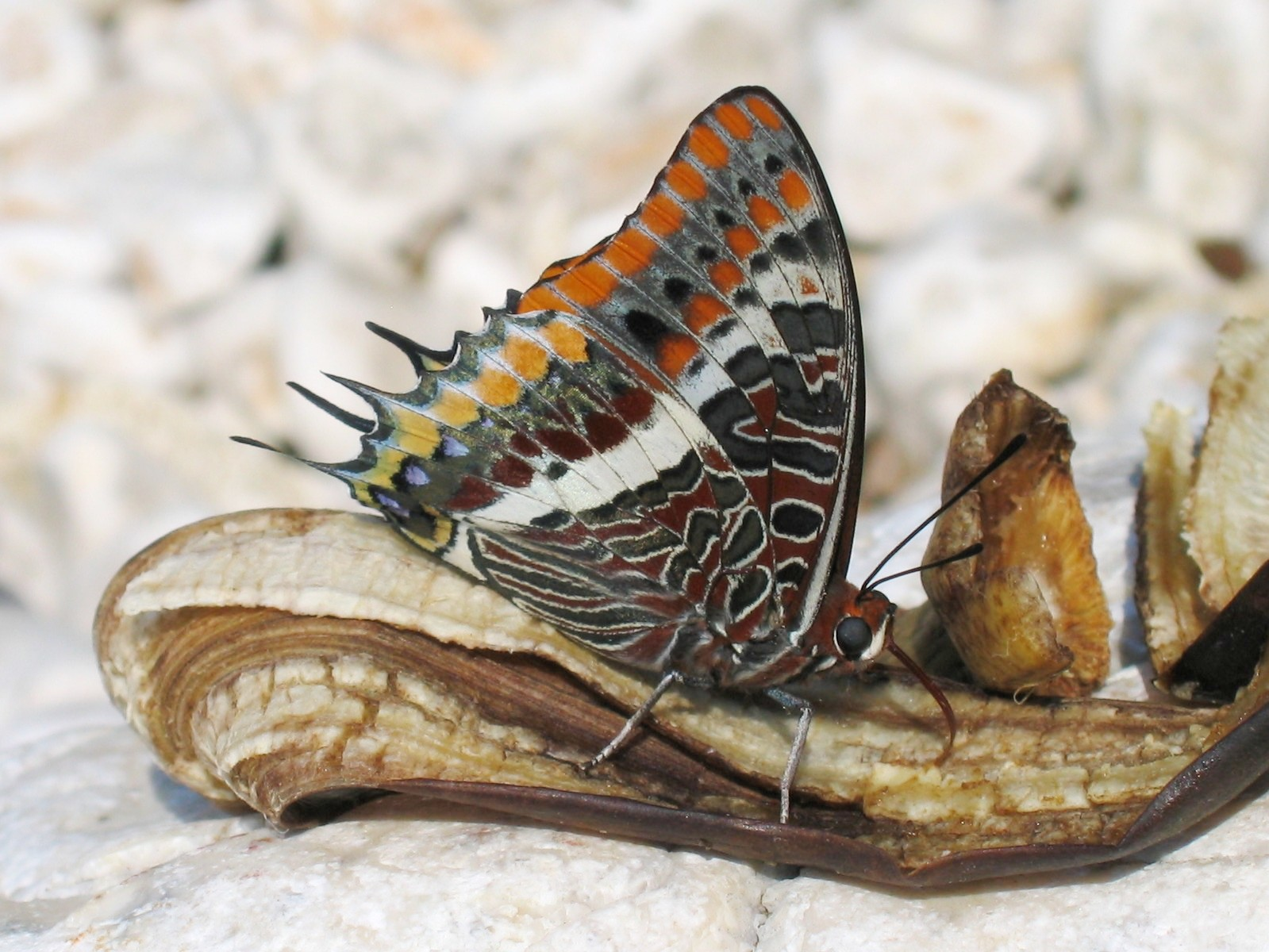
Charaxes jasius (Charaxini)
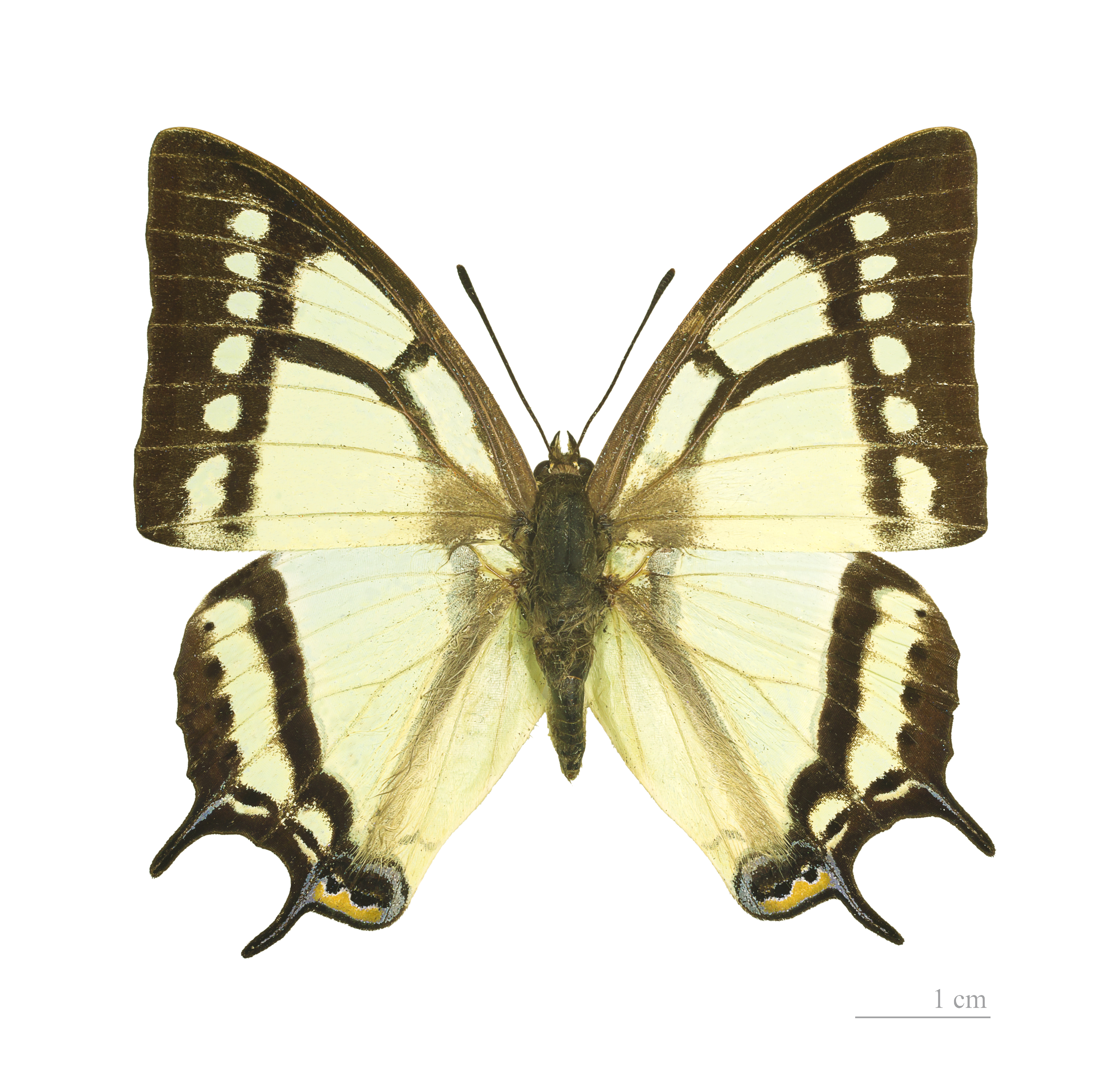
Polyura narcaeus (Charaxini)
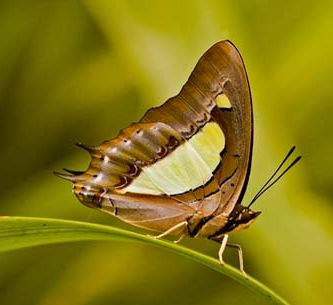
Polyura athamas (Charaxini)